# Mythimna phlebitis
Mythimna phlebitis là một loài bướm đêm trong họ Noctuidae.